# Angerville (Essonne)
Angerville è un comune francese di 3 632 abitanti situato nel dipartimento dell'Essonne nella regione dell'Île-de-France.

## Società

### Evoluzione demografica
Abitanti censiti